# 아르키메데 몰레오
아르키메데 몰레오(이탈리아어: Archimede Morleo, 1983년 9월 26일, 이탈리아 마세녜 ~ )은 메사녜에서 태어난 이탈리아의 전 축구 선수이다. 현역 시절 그의 포지션은 수비수였다.